# Виља
Виља је село у округу Кукес, на сјевероистоку Албаније. Налази се у области Љума и некада је било дио бајрака Буштерица (Ђафа).
Иван Јастребов је записао да је село Виља познато по томе што се у њему родио чувени Софи Синан-паша који је у Призрену 1615. године подигао џамију под својим именом, од рушевина знаменитог Душановог манастира Св. Аранегела на ријеци Бистрици изнад Призрена. Паша је познат и као муслимански писац. Његова књига Тезаррутати Софи Синан-паша (богословско моралног садржаја) чита се међу муслиманима с посебним поштовањем. Зато је и прозван грчким називом Софи, тј. учењак, мудрац (софија је на гр. мудрост). 